# Николенское сельское поселение
Николенское сельское поселение — муниципальное образование в Гулькевичском районе Краснодарского края России.
В рамках административно-территориального устройства Краснодарского края ему соответствует Николенский сельский округ.
Административный центр — село Николенское.

## Население
| 2010  | 2012  | 2013  | 2014  | 2015  | 2016  | 2017  |
| ----- | ----- | ----- | ----- | ----- | ----- | ----- |
| 2929  | ↘2926 | ↘2911 | →2911 | ↘2898 | ↘2897 | ↘2883 |
| 2018  | 2019  | 2020  | 2021  | 2023  |       |       |
| ↘2877 | ↘2848 | ↗2864 | ↘2841 | ↘2833 |       |       |

## Населённые пункты
В состав сельского поселения (сельского округа) входят 6 населённых пунктов:
| № | Населённый пункт | Тип населённого пункта | Население (чел.) |
| - | ---------------- | ---------------------- | ---------------- |
| 1 | Николенское      | село                   | ↗2227            |
| 2 | Булгаков         | хутор                  | ↘145             |
| 3 | Вербовый         | хутор                  | ↘227             |
| 4 | Ивлев            | хутор                  | ↘118             |
| 5 | Лебедев          | хутор                  | ↘87              |
| 6 | Орлов            | хутор                  | ↘125             |